# Исландская депрессия

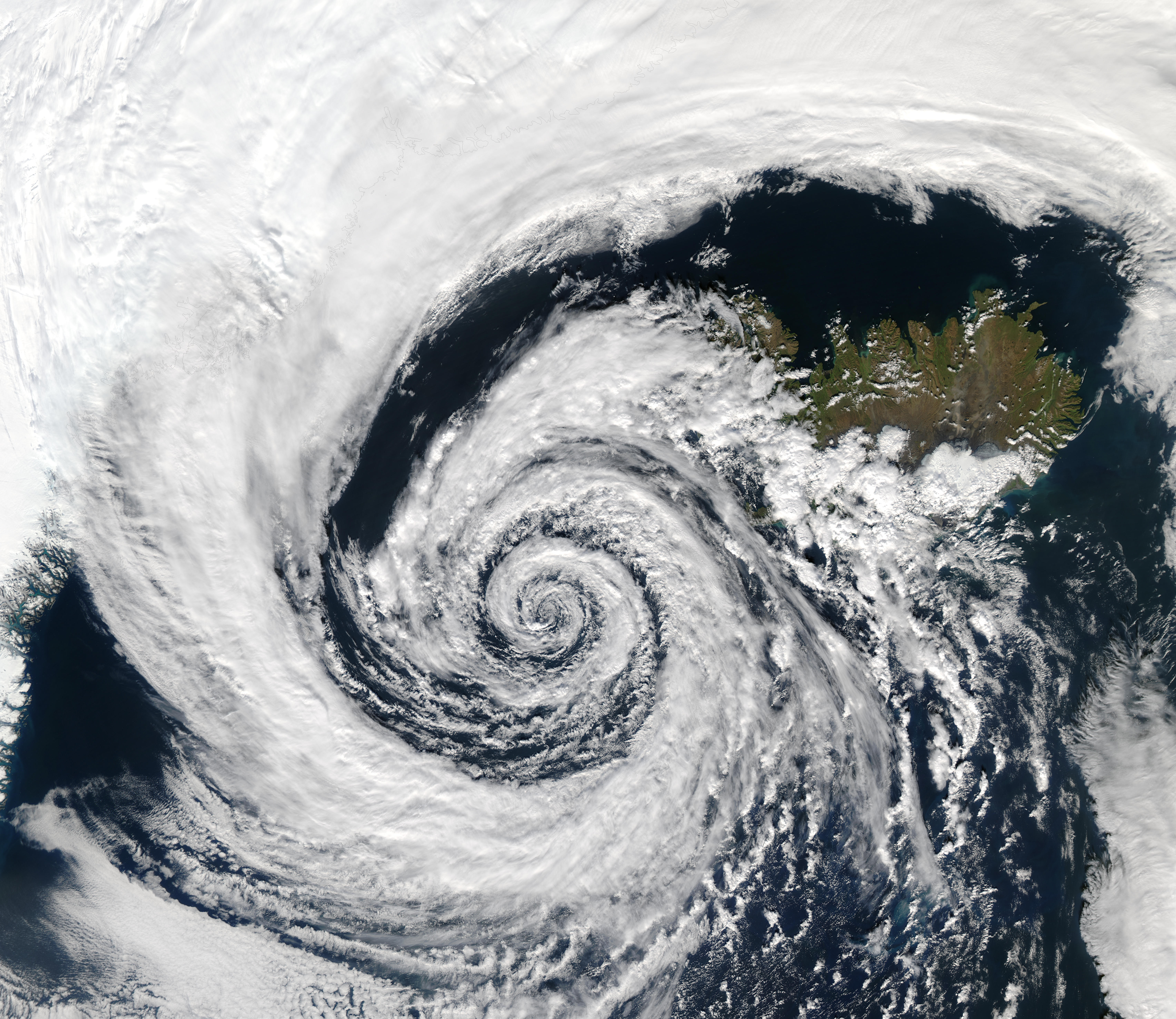
Исландская депрессия 4 сентября 2003

Исландская депрессия (Исландский минимум) — малоподвижная область низкого давления с центром вблизи острова Исландия. Среднее давление в январе составляет около 747 мм рт. ст.  Летом она слабеет и распадается на два центра, один возле пролива Дейвиса, а другой к западу от Исландии. Зимой Исландская депрессия наиболее активна. Является результатом встречи континентального холодного воздуха (Ньюфаундленд, Гренландия) и тёплого течения (Гольфстрим). Исландская депрессия один из важнейших центров действия атмосферы в северном полушарии и является основной причиной формированию мягкого (океанического и умеренно-континентального) климата в Западной Европе и в восточно-европейской равнине соответственно, по сравнению с восточным побережьем Евразии на тех же широтах.